# Cynanchum falcatum
Cynanchum falcatum är en oleanderväxtart som beskrevs av John Hutchinson och E. A. Bruce. Cynanchum falcatum ingår i släktet Cynanchum och familjen oleanderväxter. Inga underarter finns listade i Catalogue of Life.